# Жаба гладкокрак свирач
Жабите гладкокраки свирачи (Leptodactylus bufonius) са вид земноводни от семейство Жаби свирци (Leptodactylidae).
Разпространени са във вътрешността на южната част на Южна Америка.
Таксонът е описан за пръв път от белгийско-британския зоолог Жорж Албер Буланже през 1894 година.